# Antun Irgolić (1877. – 1943.)
Antun Irgolić (Zagreb, 1877. – kod Cerja, početkom veljače 1943., hrvatski katolički svećenik,župnik glasovite župe Pohoda BDM u Starom Farkašiću, mučenik Žrtva partizanskih zločina.

## Životopis
Rodio se 1877. u Zagrebu. U rodnom gradu se školovao. Zaredio se 1901. u Zagrebu. Zareditelj je bio nadbiskup Juraj Posilović. Irgolić je bio kapelan u Mariji Gorici i u još šest župa. Godine 1913. godine određen je za župnika u Starom Frkašiću. U župi poznatoj po uglednim župnicima, Irgolić nije iznevjerio tradiciju nego je i među najuglednijim župnicima sisačkog dekanata. Poznat po razvijenoj domoljubnoj svijesti. Bio je jedan od najugledniji župnika u sisačkom dekanatu te je u njega bila jaka narodna svijest i osjećaj za pravdu. Ondašnja je udružena oporba održala svoj susret u župi 1937. godine. Na sjednici Hrvatskoga državnog sabora 7. veljače 1942. u Zagrebu, bilo je članova Sabora, uglednih svećenika. Govorio je i nadbiskup Stepinac, a Irgolić je bio u svećeničkoj skupini. 
Nije se bojao suprotstaviti visokoj vlasti ni bez zadrške reći o negativnostima u društvu i iskvarenosti visokopozicioniranih političarima. Za Janka Tortića je govorio da ga poglavnik nije smio primiti kao ministra, naglašavajući novčane malverzacije Janka Tortića. Moćnik ju se osvetio poslije smrti.
Irgolić je umro mučeničkom smrću 1943. godine. Ne zna se točno kako je ubijen i nekoliko je inačica koje postoje. Najvjerojatnija je ona po zapisu župnika u Pokupskom Martina Stupnika. U Starome Farkašiću, gdje nije bilo vojske, partizani su 31. siječnja 1943. godine upali u selo, opljačkali i zapalili župni dvor, župnika Irgolića privezali za kola i vukli ga do sela Cerja u župi Pokupskom. Nakon višednevnog preslušavanja i mučenja ubili su ga, negdje početkom veljače 1943. godine. Pastiri su poslije desetak dana pronašli njegovo mrtvo tijelo u šumi Suhača. Potajice je pokopan na groblju u Pokupskom. Zbog osvete, Tortić se potrudio da ga Irgolća pokopaju bez pomoći vlasti te da se ne spomene u novinama da je ugledni župnik Irgolić umro.
Na 100. obljetnicu ređenja župljani župe Stari Farkašić svome su nekadašnjem župniku domoljubu i mučeniku dali postaviti spomen-ploču ispred župne crkve. Ploču je otkrio i blagoslovio na župni blagdan nekadašnji farkašićki župnik Valent Posavec zajedno s domaćim župnikom Jakovom Golomeićem.